# Špatný syn
Špatný syn (v originále Un mauvais fils) je francouzský hraný film z roku 1980, který režíroval Claude Sautet podle knihy Daniela Biasiniho. Snímek měl světovou premiéru 15. října 1980.

## Děj
Bruno Calgagni byl v USA zatčen a uvězněn za obchodování s drogami. Po pěti letech ve vězení se vrací zpět do Francie. Znovu se usadí v bytě u svého otce, ale vřelé city k lidem minulosti se už nevracejí.

## Obsazení
| Patrick Dewaere     | Bruno Calgagni |
| Brigitte Fossey     | Catherine      |
| Yves Robert         | René Calgagni  |
| Jacques Dufilho     | Adrien Dussart |
| Claire Maurier      | Madeleine      |
| Étienne Chicot      | Serge          |
| Antoine Bourseiller | psychiatr      |

## Ocenění
César: nejlepší herec ve vedlejší roli (Jacques Dufilho); nominace v kategoriích nejlepší herec (Patrick Dewaere), nejlepší režie (Claude Sautet), nejlepší výprava (Dominique André), nejlepší zvuk (Pierre Lenoir) a nejlepší herečka ve vedlejší roli (Claire Maurier)